# Eta Aquarii
Eta Aquarii (η Aquarii, förkortat Eta Aqr, η Aqr) som är stjärnans Bayerbeteckning, är en ensam stjärna belägen i den norra delen av stjärnbilden Vattumannen. Den har en skenbar magnitud på 3,65 och är synlig för blotta ögat där ljusföroreningar ej förekommer. Baserat på parallaxmätning inom Hipparcosuppdraget på ca 19,4 mas, beräknas den befinna sig på ett avstånd på ca 168 ljusår (ca 52 parsek) från solen. Eta Aquarii ligger nära positionen för ett meteorregn som uppkallats efter stjärnan.

## Nomenklatur
Eta Aquarii var, tillsammans med Gamma Aquarii (Sadachbia), Pi Aquarii (Seat) och Zeta Aquarii (Sadaltager), Al Abiyah ( الأخبية ), "tältet".

## Egenskaper
Eta Aquarii är en gul till vit underjättestjärna av spektralklass F3 V, vilket anger att den börjar utvecklas bort från huvudserien till underjättestadiet efter att den förbrukat förrådet av väte i dess kärna. Den har en radie som är ca 2,9 gånger större än solens och utsänder från dess fotosfär ca 91 gånger mera energi än solen vid en effektiv temperatur av ca 11 200 K. 
Eta Aquarii roterar snabbt med en prognoserad rotationshastighet på 291 km/s. Detta ger stjärnan en något tillplattad form med en 24 procent större ekvatoriell radie än polaradien. Dopplereffekten från den snabba rotationen orsakar diffusa absorptionslinjer i stjärnans spektrum, vilket markeras av "n"-suffixet i stjärnans klassificering.